# Words and Music (álbum de Jimmy Webb)
| Críticas profissionais | Críticas profissionais |
| Avaliações da crítica  | Avaliações da crítica  |
| Fonte                  | Avaliação              |
| ---------------------- | ---------------------- |
| Allmusic               | [ 1 ]                  |

Words and Music é o segundo álbum do cantor e compositor norte-americano Jimmy Webb, lançado em 1970 pela Reprise Records. Este foi o primeiro álbum autorizado pelo artista.

## Faixas
Todas as canções foram escritas por Jimmy Webb, exceto onde indicado.
1. "Sleepin' in the Daytime" – 5:03
2. "P.F. Sloan" – 4:00
3. "Love Song" – 3:35
4. "Careless Weed" – 3:12
5. "Psalm One-Five-O" – 4:35
6. Music for an Unmade Movie (in Three Parts):
  1. "Songseller" – 3:40
  2. "Dorothy Chandler Blues" – 6:18
  3. "Jerusalem" – 5:00
7. Three Songs – 2:11
  1. "Let It Be Me" (Gilbert Bécaud, Mann Curtis, Pierre Delanoë)
  2. "Never My Love" (Don Addrisi, Dick Addrisi)
  3. "I Wanna Be Free" (Tommy Boyce, Bobby Hart)
8. "Once Before I Die" – 4:30